# Ostriv, Dubno
Ostriv (în ucraineană Острів) este un sat în comuna Kneahînîne din raionul Dubno, regiunea Rivne, Ucraina.

## Demografie
Componența lingvistică a localității Ostriv
     Ucraineană (100%)
Conform recensământului din 2001, toată populația localității Ostriv era vorbitoare de ucraineană (100%).